# Пиро Малена (Козенца)
Пиро Малена је насеље у Италији у округу Козенца, региону Калабрија.
Према процени из 2011. у насељу је живело 365 становника. Насеље се налази на надморској висини од 6 м.